# Phylloxera foveata
Phylloxera foveata är en insektsart som beskrevs av Shimer 1869. Phylloxera foveata ingår i släktet Phylloxera och familjen dvärgbladlöss. Inga underarter finns listade i Catalogue of Life.